# الفقه الأبسط
الفقه الأبسط هو كتاب في العقيدة الإسلامية بمنهج أهل السنة والجماعة، للإمام أبو حنيفة النعمان المتوفى (150 هـ). وهو من رواية أبي مطيع الحكم بن عبد الله البلخي، وهو من رواة الحديث الضعفاء عند أصحاب الحديث، قال أبو داود: كان جهميًا وقال أبو حاتم: كان مرجئا، وقال ابن حبان: كان من رؤساء المرجئة، وممن يبغض السنن ومنتحليها، والكتاب معتمد عند الحنفية والماتريدية، وهو حجة عليهم فيما خالفوا ما فيه من إثبات الصفات الخبرية وعلو الرب جل وعلا على عرشه، قال الشيخ الخميس: ويظهر أن الكتاب من تخريج أبي مطيع على كلام أبي حنيفة، فما فيه من مخالف لما قرره أبو جعفر الطحاوي في عقيدته التي نقلها عن أبي حنيفة وأبى يوسف ومحمد بن الحسن فنجزم أن أبا مطيع كذب على أبي حنيفة إلا إذا خالف بدعة أبي مطيع في التجهم وتعطيل الصفات فنقبلها إذ ليس فيه نصرة لمذهبه.

## المحتويات
- مقدمة
- من أصول أهل السنة والجماعة
- أفضل الفقه وتعريف الإيمان وأركانه
- حكم من كذب بالخلق أو أنكر معلوما من الدين بالضرورة
- الاستطاعة
- الرد على من زعم أن الله لم يخلق الشر
- القول فيمن يشك في إيمانه
- المؤمن قد يعذب بذنوبه
- الكفار يؤمنون عند المعاينة
- أثر معاذ
- وجوب الهجرة إلى الله
- إثبات العلو
- إثبات عذاب القبر
- تحريم التألي على الله
- وجوب لزوم القرآن
- الاستثناء في الإيمان

## روابط خارجية
كتاب الفقه الأبسط - موقع نداء الإيمان